# Associazione Calcio Legnano 1978-1979
Questa voce raccoglie le informazioni riguardanti l'Associazione Calcio Legnano nelle competizioni ufficiali della stagione 1978-1979.

## Stagione

Carlo Tresoldi, al Legnano dal 1978 al 1979

Ad inizio stagione il Legnano si trasforma in società per azioni. L'obiettivo, che non verrà però raggiunto, è quello di migliorare la situazione finanziaria grazie all'azionariato popolare. Ancora per una stagione non si trova un nuovo acquirente, e quindi al vertice della società è confermato il commissario straordinario Rolando Landoni. Sul fronte del calcio mercato, vengono acquistati il portiere Claudio De Mattè, il centrocampista Davide Onorini e l'attaccante Carlo Tresoldi. Giungono al Legnano, con la formula del prestito, anche il difensore Nicola Liquindoli e l'attaccante Cosimo Scardino.
Nella stagione 1978-79 il Legnano partecipa nel girone B del nuovo campionato di Serie C2, piazzandosi al terzultimo posto in classifica con 32 punti insieme alla Pro Vercelli. Si salva vincendo lo spareggio giocato sul campo neutro di Pavia il 17 giugno 1979, in cui sconfigge proprio la Pro Vercelli per 3-1. In Coppa Italia Semiprofessionisti i Lilla giungono terzi ed ultimi nel girone 8 della fase eliminatoria, risultato che non è sufficiente a qualificare la squadra ai sedicesimi di finale.

## Divise
| Casa |

## Organigramma societario
Area direttiva
- Presidente: -
- Commissario straordinario: Rolando Landoni

Area tecnica
- Allenatore: Luciano Sassi

## Rosa
| N. |                   | Ruolo | Calciatore         |
| -- | ----------------- | ----- | ------------------ |
|    | Italia (bandiera) | P     | Luigi Belletta     |
|    | Italia (bandiera) | P     | Pierangelo Belli   |
|    | Italia (bandiera) | A     | Romualdo Capocci   |
|    | Italia (bandiera) | D     | Mario Cautillo     |
|    | Italia (bandiera) | D     | Alessandro Cribio  |
|    | Italia (bandiera) | P     | Claudio De Mattè   |
|    | Italia (bandiera) | A     | Sergio Fornara     |
|    | Italia (bandiera) | A     | Giovanni Fumagalli |
|    | Italia (bandiera) | C     | Marcello Grandi    |
|    | Italia (bandiera) | D     | Oscar Lesca        |

| N. |                   | Ruolo | Calciatore         |
| -- | ----------------- | ----- | ------------------ |
|    | Italia (bandiera) | D     | Nicola Liquindoli  |
|    | Italia (bandiera) | C     | Maurizio Locatelli |
|    | Italia (bandiera) | D     | Dario Lorini       |
|    | Italia (bandiera) | C     | Antonio Mambretti  |
|    | Italia (bandiera) | C     | Davide Onorini     |
|    | Italia (bandiera) | C     | Antonio Ribello    |
|    | Italia (bandiera) | C     | Giovanni Rota      |
|    | Italia (bandiera) | A     | Cosimo Scardino    |
|    | Italia (bandiera) | A     | Carlo Tresoldi     |
|    | Italia (bandiera) | C     | Giovanni Xotta     |

## Risultati

### Campionato

#### Girone di andata
| Arbitro: | Boschi (Parma) |

|             |           |  |
| Capocci 82’ | Marcatori |  |

| Arbitro: | Sarti (Modena) |

|                                              |           |              |
| Regonesi 29’ (rig.), 36’, 90’ Garavaglia 80’ | Marcatori | 21’ Scardino |

| Legnano 15 ottobre 1978 3ª giornata | Legnano         | 0 – 0 | Bolzano | Stadio Comunale\| Arbitro: \| Sanna (Alghero) \| |
| Arbitro:                            | Sanna (Alghero) |       |         |                                                  |

| Arbitro: | Viterbo (Ivrea) |

|              |           |               |
| Ballabio 32’ | Marcatori | 90’ Fumagalli |

| Sant'Angelo Lodigiano 29 ottobre 1978 5ª giornata | Sant'Angelo           | 0 – 0 | Legnano | Stadio Carlo Chiesa\| Arbitro: \| De Sabatino (Taranto) \| |
| Arbitro:                                          | De Sabatino (Taranto) |       |         |                                                            |

| Legnano 5 novembre 1978 6ª giornata | Legnano          | 0 – 0 | Pergocrema | Stadio Comunale\| Arbitro: \| Madonna (Napoli) \| |
| Arbitro:                            | Madonna (Napoli) |       |            |                                                   |

| Arbitro: | Ronchetti (Carpi) |

|                                                  |           |              |
| Pietropaolo 15’ (rig.), 37’ Frara 56’ Lupone 63’ | Marcatori | 86’ Tresoldi |

| Arbitro: | Sguizzato (Verona) |

|                    |           |            |
| Fornara 66’ (rig.) | Marcatori | 28’ Girino |

| Arbitro: | Tarantola (Genova) |

|  |           |               |
|  | Marcatori | 25’ Puricelli |

| Arbitro: | Tagliaferro (Roma) |

|            |           |  |
| Turola 50’ | Marcatori |  |

| Arbitro: | Lugli (Reggio Emilia) |

|                                               |           |                  |
| Tresoldi 54’ Fornara 66’ (rig.) Locatelli 78’ | Marcatori | 8’ (aut.) Cribio |

| Carpi 17 dicembre 1978 12ª giornata | Carpi           | 0 – 0 | Legnano | Stadio Sandro Cabassi\| Arbitro: \| Ciangola (Roma) \| |
| Arbitro:                            | Ciangola (Roma) |       |         |                                                        |

| Arbitro: | Greco (Lecce) |

|                       |           |                                |
| Tresoldi 11’ Rota 38’ | Marcatori | 84’ Magaraggia 87’ Vercellotti |

| Conegliano 7 gennaio 1979 14ª giornata | Conegliano        | 0 – 0 | Legnano | Stadio Comunale\| Arbitro: \| Sagrestani (Roma) \| |
| Arbitro:                               | Sagrestani (Roma) |       |         |                                                    |

| Arbitro: | Paradisi (Fano) |

|               |           |                    |
| Locatelli 31’ | Marcatori | 32’ (rig.) Clerici |

| Arbitro: | Viterbo (Ivrea) |

|                         |           |  |
| Barlottini 37’ Nosè 68’ | Marcatori |  |

| Arbitro: | Marascia (Roma) |

|                           |           |           |
| Fumagalli 73’ Fornara 86’ | Marcatori | 48’ Targa |

#### Girone di ritorno
| Arbitro: | Giannoni (Iesi) |

|                                    |           |  |
| Bardella 37’ (rig.) Bragagnolo 61’ | Marcatori |  |

| Legnano 11 febbraio 1979 19ª giornata | Legnano         | 0 – 0 | Fanfulla | Stadio Comunale\| Arbitro: \| Galli (Firenze) \| |
| Arbitro:                              | Galli (Firenze) |       |          |                                                  |

| Arbitro: | Ramicone (Tivoli) |

|               |           |  |
| Bertinato 80’ | Marcatori |  |

| Legnano 25 febbraio 1979 21ª giornata | Legnano            | 0 – 0 | Seregno | Stadio Comunale\| Arbitro: \| De Marchi (Novara) \| |
| Arbitro:                              | De Marchi (Novara) |       |         |                                                     |

| Arbitro: | Luci (Firenze) |

|                   |           |             |
| Scardino 53’, 80’ | Marcatori | 57’ Magrini |

| Arbitro: | Suzzi (Monfalcone) |

|             |           |  |
| Foresti 55’ | Marcatori |  |

| Arbitro: | Boschi (Parma) |

|  |           |                 |
|  | Marcatori | 46’ Pietropaolo |

| Vigevano 1º aprile 1979 25ª giornata | Vigevano             | 0 – 0 | Legnano | Stadio Dante Merlo\| Arbitro: \| Sancricca (Macerata) \| |
| Arbitro:                             | Sancricca (Macerata) |       |         |                                                          |

| Arbitro: | Damiani (Caglairi) |

|  |           |          |
|  | Marcatori | 88’ Rota |

| Arbitro: | Iacovelli (Catania) |

|              |           |  |
| Tresoldi 81’ | Marcatori |  |

| Arbitro: | Rainone (Nola) |

|               |           |  |
| Chinaglia 85’ | Marcatori |  |

| Arbitro: | Cucce (Messina) |

|                       |           |               |
| Lesca 62’ Capocci 88’ | Marcatori | 89’ Gibertini |

| Arbitro: | Sacrestani (Roma) |

|  |           |              |
|  | Marcatori | 25’ Tresoldi |

| Arbitro: | Lorenzetti (Macerata) |

|  |           |             |
|  | Marcatori | 39’ Strappa |

| Arbitro: | Marchese (Frattamaggiore) |

|             |           |  |
| Rimella 61’ | Marcatori |  |

| Arbitro: | Laricchia (Bari) |

|          |           |  |
| Rota 49’ | Marcatori |  |

| Arbitro: | Lugli (Reggio Emilia) |

|                                      |           |  |
| Xotta 35’ Tresoldi 69’ Rota 79’, 84’ | Marcatori |  |

#### Spareggio salvezza
| Arbitro: | Bianciardi (Siena) |

|                                |           |             |
| Xotta 46’ Rota 63’ Onorini 84’ | Marcatori | 77’ Dainese |

### Coppa Italia Semiprofessionisti (girone 8)

#### Girone d'andata
| Lodi 27 agosto 1978 1ª giornata | Fanfulla | 1 – 0 | Legnano | Stadio Dossenina |

| Legnano 30 agosto 1978 2ª giornata | Legnano | 0 – 1 | Pro Patria | Stadio Comunale |

| 3 settembre 1978 3ª giornata |  | - – - Turno di riposo |  |  |

#### Girone di ritorno
| Legnano 10 settembre 1978 4ª giornata | Legnano | 0 – 0 | Fanfulla | Stadio Comunale |

| Busto Arsizio 17 settembre 1978 5ª giornata | Pro Patria | 1 – 1 | Legnano | Stadio Carlo Speroni |

| 24 settembre 1978 6ª giornata |  | - – - Turno di riposo |  |  |

## Statistiche

### Statistiche di squadra
| Competizione                    | Punti | Totale | Totale | Totale | Totale | Totale | Totale | DR |
| Competizione                    | Punti | G      | V      | N      | P      | Gf     | Gs     | DR |
| ------------------------------- | ----- | ------ | ------ | ------ | ------ | ------ | ------ | -- |
| Serie C2                        | 32    | 34     | 10     | 12     | 12     | 25     | 29     | -4 |
| Coppa Italia Semiprofessionisti | 2     | 4      | 0      | 2      | 2      | 1      | 3      | -2 |

### Statistiche dei giocatori
| Giocatore     | Serie C2 | Serie C2 |
| Giocatore     | Presenze | Reti     |
| ------------- | -------- | -------- |
| L. Belletta   | 3        | 0        |
| P. Belli      | 3        | 0        |
| R. Capocci    | 29       | 2        |
| M. Cautillo   | 35       | 0        |
| A. Cribio     | 35       | 0        |
| C. De Mattè   | 29       | 0        |
| S. Fornara    | 17       | 3        |
| G. Fumagalli  | 32       | 2        |
| M. Grandi     | 18       | 0        |
| O. Lesca      | 27       | 1        |
| N. Liquindoli | 4        | 0        |
| M. Locatelli  | 14       | 2        |
| D. Lorini     | 11       | 0        |
| A. Mambretti  | 4        | 0        |
| D. Onorini    | 27       | 1        |
| A. Ribello    | 21       | 0        |
| G. Rota       | 27       | 6        |
| C. Scardino   | 23       | 3        |
| C. Tresoldi   | 20       | 6        |
| G. Xotta      | 31       | 2        |